# فارح عول
فارح محمد جامع عول (بالإنجليزية: Farah Awl)‏ (1937 – 1991)، يلقب عادة بـ فارح عول،  كان كاتب صومالي ولقبه عول [شاول] بالنطق الصومالي تعني «الغزال»، وهو لقب جده الأكبر الذي كان سلطان عشيرة وارسانغيلي تضم عائلة أول أيضًا وارسنغالي سلطان محمود علي شاير. 

## سيرة شخصية
ولد عول عام 1937 في بلدة لاس خوري شرقي أرض الصومال حصل في شبابه على منحة دراسية لدراسة هندسة الطيران والسيارات في لندن بالمملكة المتحدة (1959-1962)، بعد التخرج انتقل إلى الصومال وعمل مع قوة الشرطة ووكالة النقل الوطنية في مقديشو.
تتميز المجموعة الأدبية لـ عول بشكل خاص بوصفها الحي للنباتات والحيوانات في الصومال بالإضافة إلى دمجها للشعر الصومالي التقليدي، كما أنه يتميز بكونه أول روائي صومالي يكتب بالخط اللاتيني الناشئ للغة الصومالية بعد إضفاء الطابع الرسمي عليها في عام 1972.
كان أول عضوًا في العائلة المالكة لعشيرة وارسانغيلي وبحسب ما ورد بسبب عضويته في عائلة دارود، قُتل أول مع ثلاثة من أبنائه في عام 1991، في ذروة الاضطرابات المدنية التي اجتاحت بلدة بلدوين في منطقة حيران ونجا زوجته وابنه ضاهر فرح. 

## فهرس
- (الجهل عدو الحب) 1982
- (أغلال الاستعمار) 1978
- (الضحية غير المولودة) 1989
- اكوندارو ونقب جاكيل

## وصلات خارجية
- فارح عول على موقع الموسوعة البريطانية (الإنجليزية)